# 让·克拉涅茨
让·克拉涅茨（1992年11月15日—），斯洛文尼亚男子高山滑雪运动员。他曾代表斯洛文尼亚参加2014年、2018年和2022年冬季奥林匹克运动会高山滑雪比赛，获得一枚银牌。